# شهرستان کائوآئی (هاوایی)
شهرستان کائوآئی، هاوایی (به انگلیسی: Kauai County, Hawaii) یک شهرستان در ایالات متحده آمریکا است که در هاوائی واقع شده‌است.

## خصوصیات
شهرستان کائوآئی ۳٬۲۷۸٫۹۴ کیلومترمربع مساحت دارد.